# Campeonato Maranhense Segunda Divisão
Il Campeonato Maranhense Segunda Divisão è il secondo livello calcistico nello stato del Maranhão, in Brasile.

## Stagione 2021
- Americano (Bacabal)
- Araioses (Araioses)
- Chapadinha (Chapadinha)
- Cordino (Barra do Corda)
- Expressinho (São Luís)
- JV Lideral (Imperatriz)
- ITZ Sport (Imperatriz)
- Maranhão (São Luís)
- Sabiá (Caxias)
- Timon (Timon)
- Tuntum (Tuntum)
- Tupan (São Luís)
- Viana (Viana)

## Albo d'oro
| Anno | Campione       | Vice             |
| ---- | -------------- | ---------------- |
| 1920 | Atenas         | sconosciuto      |
| 1921 | Colombo        | sconosciuto      |
| 1993 | Coroatá        | Porto Franco     |
| 2001 | Tocantins      | Expressinho      |
| 2002 | Chapadinha     | Falcão           |
| 2004 | Comerciário    | Americano        |
| 2005 | Santa Quitéria | Juventude        |
| 2006 | Santa Luzia    | Nacional         |
| 2007 | Itinga         | São José         |
| 2008 | IAPE           | JV Lideral       |
| 2009 | Santa Quitéria | Viana            |
| 2010 | Moto Club      | Cordino          |
| 2011 | Viana          | Sabiá            |
| 2012 | Balsas         | Americano        |
| 2013 | Moto Club      | Araioses         |
| 2014 | Expressinho    | Sabiá            |
| 2015 | Maranhão       | Marília          |
| 2016 | Americano      | Pinheiro         |
| 2017 | Bacabal        | Timon            |
| 2018 | Pinheiro       | Chapadinha       |
| 2019 | Juventude      | Atlético Bacabal |
| 2020 | IAPE           | Bacabal          |
| 2021 | Cordino        | Tuntum           |

## Titoli per squadra
| Squadra        | Città                      | Titoli |
| -------------- | -------------------------- | ------ |
| IAPE           | São Luís                   | 2      |
| Moto Club      | São Luís                   | 2      |
| Santa Quitéria | Santa Quitéria do Maranhão | 2      |
| Americano      | Bacabal                    | 1      |
| Atenas         | São Luís                   | 1      |
| Bacabal        | Bacabal                    | 1      |
| Balsas         | Balsas                     | 1      |
| Chapadinha     | Chapadinha                 | 1      |
| Colombo        | São Luís                   | 1      |
| Comerciário    | São Luís                   | 1      |
| Cordino        | Barra do Corda             | 1      |
| Coroatá        | Coroatá                    | 1      |
| Expressinho    | São Luís                   | 1      |
| Itinga         | Itinga do Maranhão         | 1      |
| Juventude      | São Mateus do Maranhão     | 1      |
| Maranhão       | São Luís                   | 1      |
| Pinheiro       | Pinheiro                   | 1      |
| Santa Luzia    | Santa Luzia                | 1      |
| Tocantins      | Imperatriz                 | 1      |
| Viana          | Viana                      | 1      |